# 조선고고학전서
《조선고고학전서》(朝鮮考古學全書)는 조선민주주의인민공화국의 고고학 관련 학술서로 과학백과사전출판사에 속해 있는 사회과학출판사에서 발간한 것이다. 1992년에 고대편과 고조선편을 발간한 이래 전 60권으로 완성됐다.